# Diego Gutiérrez
Diego Gutiérrez (født 25. september, 1974) er en Cubansk singer-songwriter. I 2018 blev Gutiérrez nomineret for sit album Palante el Mambo! til Latin Grammy Award for Bedste Tropical Fusion Album.

## De tidlige år
Diego Gutiérrez blev født i Ciego de Ávila, hvor han boede i sin barndom og ungdomstid. Hans brødre lærte ham at spille guitar, og snart begyndte han at synge de cubanske klassikere fra Trova Tradicional og også sangene fra Nueva Trova-bevægelsen. Siden han var lille, fik han påvirkninger fra cubansk country- og populærmusik gennem de gamle vinyler, som han lyttede til derhjemme, hvilket prægede hans kommende kompositioner.
Han begyndte at skrive sine egne sange på Central University of Las Villas, hvor han fandt en stærk kulturel bevægelse, som inspirerede og drev ham til at tænke seriøst på at udvikle sin musikalske karriere, samtidig med at han studerede engelsk sprog og litteratur. Først blev han kendt af et voksende publikum gennem amatørmusikfestivaler, hvor han vandt flere priser, og senere gennem koncerter og turnéer rundt om i landet. 

## Karriere
I 1997 grundlagde han sammen med andre troubadourkolleger i Santa Clara stedet for sang-sangskrivning kaldet La Trovuntivitis, med base i El Mejunje. Dette er et ikonisk kulturelt center i Cuba, hvorfra nye generationer af musikere, sangskrivere og kunstnere er opstået. Også omkring samme år grundlagde de alle sammen den nationale festival for trovadours "Longina". 
Han er blevet inviteret til at dele scenen med kendte singer-songwritere fra Cuba som Carlos Varela, David Torrens, Santiago Feliú blandt andre vigtige musikere og deltog i en koncert inviteret af Manu Chao, sammen med La Trovuntivitis, som en del som en del af en cubansk turné af denne kunstner.
I 2006 indspillede Gutiérrez sit første studiealbum med titlen "De cero"' , som modtog tre nomineringer og to Cubadisco Awards.
Han har deltaget som inviteret musiker i World Festival of Youth and Students i Algier 2001 og i Caracas 2005. Han blev inviteret til Barnasants i 2009. International singer-songwriters festival i Barcelona og optrådte senere med en række koncerter i Sevilla, Valencia og Madrid.
For sit andet studiealbum med titlen "Palante el Mambo!" modtog han en Cubadisco Award og en nominering til Latin Grammy Awards i 2018. 
I 2019 lancerede han sin tredje studieudgivelse med titlen "Piloto automático "'.
Som et resultat af hans arbejde gennem årene med at sætte vers af forskellige forfattere fra Villa Clara i musik udgav Diego Gutiérrez i 2021 sit nyere album "Viaje al Centro de la Tierra"'.
Gutiérrez har bragt sit arbejde til USA, Spanien, Storbritannien, Argentina, Schweiz, Mexico, Venezuela , Cypern, Algeriet og Bolivia som led i turnéer, festivaler og koncerter.
Han er medlem af Latin Academy of Recording Arts & Sciences.

## Diskografi

### Studiealbums
- 2006: De cero
- 2018: Palante el Mambo!'. [8]
- 2019: Piloto automático.[9]
- 2021: Viaje al Centro de la Tierra. [10]

### Live-album
- 2008: Demasiado Diego. Optaget live i Centro Pablo de la Torriente Brau , La Habana.

### Forskellige kunstneres album og antologier
- 2001: Trov@nónima.cu
- 2003: Acabo de soñar. Digte af José Martí sunget af unge cubanske troubadourer .[11]
- 2005: A guitarra limpia. Antología 4 (Kollektivt arbejde)
- 2006: Te doy una canción. Vol.1 Hyldest til Silvio Rodriguez
- 2007: Décimas del gato Simón. Digte af Josefina de Diego.
- 2009: Del verso a la canción. Forskellige kunstnere.
- 2018: La Trovuntivitis.[12]
- 2022: La Nueva Trova y más. 50 años. Vol.9[13]